# 阿莉塞·班澤
阿莉塞·班澤（葡萄牙語：Alice Banze），莫桑比克社會科學家，曾工作於樂施會、Gender Links等民間社會組織和政府機構。她是性別與可持續發展協會（Gender and Sustainable Development Association）的執行主任，也是聯合國婦女署非洲女性領袖網路的成員。2020年12月，班澤在婦女論壇（莫桑比克婦女權利組織的傘式集團）的支持下，當選爲全國選舉委員會成員。

## 生平
阿莉塞·班澤在莫桑比克馬普托出生和長大。她在弗朗西斯科·馬揚加（Francisco Mayanga）中學獲得了社會科學文憑。隨後，她獲得了愛德華多·蒙德拉納大學的法律學士學位。班澤擁有愛德華多·蒙德拉納大學和比勒陀利亞大學的社會科學學位。作爲澳大利亞坎培拉研究中心的合作研究員，她接受了貧困研究項目的女性化的研究技能、方法和方法論的進一步培訓，並在南非桑頓的雷金斯商学院接受了戰略規劃和變革管理的培訓。

## 職業
1997年至2000年期間，班澤擔任奧地利南北發展合作研究所的國家協調員。然後，她在樂施會擔任過多項工作。她最初在2001年至2007年期間擔任性別和倡導協調員，隨後，自2007年開始在樂施會擔任區域性別服務協調員。自2011年起，她還擔任樂施會泛非洲計劃的代理性別公正和管理負責人。班澤是莫桑比克環境部部長的性別、環境和氣候變化顧問，負責執行性別、環境和氣候變化戰略，重點是賦予婦女和社區以最佳方式利用自然資源的權利，以適應氣候變化的負面影響。班澤是Gender Links的葡語執行理事，負責安哥拉和莫桑比克。班澤在被任命為全國選舉委員會發言人三天后辭職。

## 成果

### 著作
作爲莫桑比克國家部分的作者，班澤是《南部非洲發展共同體性別議定書2014年晴雨錶》（SADC Gender Protocol 2014 Barometer）的作者之一。她還與羅絲·加瓦亞（Rose Gawaya）合作編輯了羅斯瑪麗·穆卡薩（Rosemary Semufumu Mukasa）的書《非洲婦女議定書：利用潛在力量實現積極變革》（The African Women's Protocol: Harnessing a Potential Force for Positive Change）。

### 活動
班澤的大部分工作主要集中在性別平等議題上。爲此，她培訓了許多婦女領導角色，倡導婦女在本國所有領域的平等代表權。她還致力於婦女權利的平等。

## 外部鏈接
- The African Women's Protocol : harnessing a potential force for positive change / Rosemary Semafumu Mukasa ; reviewed by Rose Gawaya and Alice Banze.
- Ten African Women leaders we admire （页面存档备份，存于）